# Derek W. Moore
Derek William Moore (* 19. April 1931 in South Shields; † 15. Juli 2008) war ein britischer Angewandter Mathematiker, bekannt für Untersuchung zur Mechanik von Wirbeln in Gasen und Flüssigkeiten und zur Chaostheorie.
Moore studierte Mathematik und Physik an der Universität Cambridge (Jesus College). Er war ab 1956 am Cavendish Laboratory und wurde bei Ian Proudman in theoretischer Hydrodynamik promoviert. Danach war er an der University of Bristol und am Goddard Space Flight Center der NASA. Ab 1967 war er am Imperial College London, wo er 1973 bis 1999 Professor für Angewandte Mathematik war. Aufgrund einer Parkinson-Erkrankung musste er Anfang der 1990er Jahre seine wissenschaftliche Karriere aufgeben.
2001 erhielt er den Senior-Whitehead-Preis. Er war Fellow der Royal Society (1990) und Mitglied der American Academy of Arts and Sciences (1985).
Seit den 1950er Jahren spielte er Jazz-Klarinette und später Tenorsaxophon in Universitäts-Jazzbands auf hohem Niveau. Zuerst spielte er 1951 in einer Band des Pianisten Tony Short und später unter anderem in einem Quintett von Dick Heckstall-Smith.